# 神秘海域4：盗贼末路
《秘境探險4：盗贼末路》是一款由頑皮狗開發由索尼互動娛樂發行在PlayStation 4遊戲主機上的動作冒險遊戲。遊戲於2016年5月10日發售。顽皮狗工作室于2017年8月22日推出了《秘境探險：失落的遺產》，也是该作唯一的独立DLC。
2021年9月，頑皮狗正式宣佈将本作与《失落的遺產》作為《盜賊傳奇合集》（Legacy of Thieves Collection）移植到PlayStation 5平台。Windows平台於2022年10月19日發售该合集。

## 劇情
在秘境探險：黃金城秘寶所述的故事發生的幾年前，奈森·德瑞克與山姆·德瑞克正追尋著曾在1695年掠奪過剛之威號的海盜亨利·艾佛利的寶藏。拉夫‧艾德勒與德瑞克兄弟潛入一座巴拿馬監獄來尋找艾佛利第一位獄友的牢房，奈森在那裡找到一座中空的聖狄思瑪斯像。後來典狱长巴爾加斯要求分一杯羹，衝動的拉夫便殺了他，引發一場混亂的越狱。奈森和拉夫成功逃走但山姆卻被守衛開槍射中並被奈森認定已死亡。
15年後，隨著秘境探險3：德瑞克的騙局所述的故事結束，奈森雖已與妻子艾蓮娜金盆洗手卻依然懷念以前的刺激冒險生活。此時山姆來拜訪奈森，得知山姆當時挺過枪伤並在牢裡度過好一段歲月。山姆解釋毒梟海克特‧阿卡札協助他逃獄，並要求山姆找到艾佛利寶藏，否則就會把山姆殺了。奈森答應幫助山姆，於是騙艾蓮娜說起先他拒絕的马来西亚打撈任務因為有了許可證，他打算接手。但實際上奈森並沒有去打撈，而是德瑞克兄弟在蘇利的幫助下，前往義大利在一場非法拍賣會偷到一座聖狄思瑪斯像複製品，不過南非傭兵「海岸線」老大娜汀‧羅斯及她的僱主、仍在尋找艾佛利寶藏且已與德瑞克兄弟分道揚鑣的拉夫也來到拍賣會現場準備拍得聖狄思瑪斯像，雙方陷入衝突。不過德瑞克兄弟和蘇利順利奪得聖狄思瑪斯像。他們後來發現有一張地圖藏在聖狄思瑪斯像裡。德瑞克兄弟根據地圖的指示來到位於蘇格蘭高地的聖狄思瑪斯大教堂。在那他們發現一座隱藏聖殿和一張指向馬達加斯加国王湾的地圖。此時他們又遇到「海岸線」老大娜汀‧羅斯，不過德瑞克兄弟成功擺脫「海岸線」的追殺。
來到国王湾後，德瑞克兄弟與蘇利知曉艾弗利、托馬斯·圖及另位外十位海盜船長將他們的寶藏集中起來。他們發現「海岸線」也來到了國王灣，並且沿途擊退了「海岸線」的攻擊。之後他們跟隨線索分頭行動。奈森和蘇利來到城市裡的一座塔樓搜尋，而山姆獨自前往另一個塔樓搜尋。奈森在塔樓內沒有找到寶藏，但是找到一張通往傳說中由海盜船長們建立的海盜烏托邦萊伯塔利的地圖。奈森用蘇利的電話撥打山姆的電話，準備告知他自己找到了地圖，要山姆趕回自己所在的塔樓，突然他發現原來電話的另一頭接電話的是雷夫。奈森得知自己的行程被雷夫監控，為避免雷夫通過電話追蹤自己，於是奈森把蘇利的電話踩壞。此時他們發現「海岸線」又來追殺自己，於是一路逃避追殺。一行人回到旅館後發現艾蓮娜在那等著，由於艾蓮娜不滿奈森的欺騙及奈森從未向其提及山姆，於是她憤然離去，奈森讓蘇利跟著艾蓮娜。德瑞克兄弟繼續照著地圖來到一座小島，他們發現雷夫也前往小島，在登島的路上兄弟兩人被雷夫打散。不過後來兄弟二人又團聚並發現萊伯塔利。他們找到內戰爆發過的證據，當時萊伯塔利的原住民試圖攻打萊伯塔利的建立者海盜，海盜把城市的寶藏轉移走，並穿過整座島將寶藏移到新德文，一座為他們而建、華麗且固若金湯的城鎮。德瑞克兄弟找到寶藏線索後繼續前往新德文，結果路上又被拉夫逼至角落，拉夫揭穿是他兩年前從監獄將山姆帶出來，目的是讓他繼續和自己尋找艾佛利的寶藏，結果山姆想重新獨自跟奈森尋找艾佛利的寶藏，於是決定背叛拉夫並且為了讓奈森重新出山而編出阿卡札的故事欺騙奈森。拉夫決定要留下山姆幫助自己尋找艾佛利寶藏而朝奈森開槍，山姆擋下子彈但奈森卻被撞下懸崖並昏迷。
艾蓮娜救下奈森，奈森則揭露他的過去：在青少年時，他和山姆發現他們的母親—一名歷史學家正在研究萊伯塔利。兄弟倆在闖入其母親的前領導的房子，試圖找到他們母親的日誌。已病重的他們母親的前領導發現了他們，並且知道他們原來是自己前下屬的兒子，於是告訴他們，他們的母親相信法蘭西斯·德瑞克有後代，而且自己一度準備和他們的母親一起去尋找萊伯塔利，可惜未能實現。她之前不知是誰，所以報了警，不過她了解情況後準備放他們走時，她突然倒地身亡。此時警察已經上門敲門，兄弟二人差點被逮捕，在逃脫後決定一起將姓氏改成“德瑞克”展開新生活。在新德文，奈森和艾蓮娜知曉萊伯塔利陷入了寶藏爭奪戰，托馬斯·圖和艾佛利密謀殺掉其他建立者企圖獨吞寶藏，但托馬斯·圖卻又背叛了艾佛利。
艾蓮娜、奈森得知艾佛利試圖帶著寶藏離開萊伯塔利，他們根據艾佛利的遺跡找到了船隻，又和蘇利一道在船隻那找到以及救下山姆並說服他一起逃走離開萊伯塔利，不要去尋寶，但山姆依然決定要將寶藏追尋到底並脫離奈森一行。奈森暫時留下艾蓮娜和蘇利，獨自去追尋山姆。奈森跟著山姆的蹤跡，在一座洞穴裡找到裝著寶藏的船。娜汀在收集夠多寶藏後，不想再為更多寶藏冒險觸發艾佛利的陷阱，但拉夫藉著收買她的手下強迫她繼續尋寶。山姆也觸發了一個陷阱，引發火災並把自己困在瓦礫堆下。奈森爬上船後在船艙與拉夫和娜汀對峙，船艙那躺著為了寶藏同歸於盡的艾佛利和托馬斯·圖的遺骸。娜汀背叛拉夫逃走並且關閉大門並讓他與德瑞克兄弟留下等死。拉夫向奈森發起擊劍决斗。奈森砍下一大袋寶藏落下砸死拉夫並救出山姆，兩人返回蘇利的飛機，一行人隨即逃走。
山姆和蘇利聯手開始新工作，奈森與艾蓮娜則一同回家。艾蓮娜解釋山姆在離開萊伯塔利時有帶走一些金幣並給了她，其實夫妻倆依然嚮往冒險生活，她買下奈森任職的打撈公司，讓奈森成為老闆，並計畫讓自己的電視節目復活。多年後，奈森和艾蓮娜成為享負盛名的拾荒者。
故事尾聲，奈森和艾蓮娜育有一女凱西，一家三口和飼養的狗住在靠近海邊的房子。在他們的女兒凱西發現他們以前冒險留下的玩意兒後，奈森決定告訴女兒他們以前冒險的故事。

## 登場人物
本作主角奈森‧“奈特”‧德瑞克在《秘境探險3：德瑞克的騙局》（2011）事件後從尋寶界金盆洗手，目前任職於紐奧良一家打撈公司，與妻子艾蓮娜‧費許過上平凡生活。本作的新角色塞繆爾‧“山姆”‧德瑞克為本被認定死亡的奈森哥哥。被哥哥拉回從前的冒險生活後，奈森得到老朋友、尋寶同行、導師且如同父親的維特‧“蘇利”‧蘇利文拔刀相助。在尋找海盜亨利‧艾佛利失落已久的寶藏路上，富有且危險的生意人拉夫‧艾德勒、傭兵集團“海岸線”的領導者娜汀‧羅斯及毒梟海克特‧阿卡札成為他們需要克服的困難。

### 主角
- 奈森‧德瑞克（Nathan Drake）

動作捕捉與配音：諾蘭·諾斯
日語配音：東地宏樹
本作主角，在第三代的劇情結束後金盆洗手，與艾蓮娜結婚並有著安穩的工作。被認定死亡的哥哥山姆突然出現，為解救山姆而瞞著艾蓮娜，與維特一同踏上尋寶旅途。在奈森向艾蓮娜敍述兒時回憶時得知，奈森與山姆將姓氏從母親舊姓「摩根」改為「德瑞克」。奈森的盜竊及攀爬技術皆由山姆傳授，兄弟倆感情深厚。
- 山姆‧德瑞克（Samuel Drake）

動作捕捉與配音：特羅伊·貝克
日語配音：井上和彥
大奈森五歲的哥哥，在本作首次登場。十五年前被認定中槍身亡，十五年後突然出現在奈森的生活中。山姆展現多語言天分，包括西班牙語、義大利語及葡萄牙語，卻不時表現出不諳某些英語詞彙的發音，也因為過去十三年的牢獄之災，對部分現代科技不甚熟悉。後來於《秘境探險：失落的遺產》亦有登場。
- 維特‧蘇利文（Victor Sullivan）

動作捕捉與配音：理查·麥克哥納爾
日語配音：千葉繁
為奈森多年來亦師亦友的夥伴，兩人更有父子般的深厚感情。奈森答應協助山姆後，與德瑞克兄弟一起尋找傳說中的海盜寶藏。在艾蓮娜發現奈森的謊言後，奈森不顧離開的妻子堅持旅程。維特看不過去，決定離隊追上艾蓮娜，最後與她一同營救奈森與山姆。
- 艾蓮娜‧費許（Elena Fisher）

動作捕捉與配音：艾蜜莉·羅絲
日語配音：永島由子
本作中已與奈森結婚。起初相信奈森前往馬來西亞工作，後來發現了奈森偷偷尋找寶藏並當面對質。兩人吵架後艾蓮娜雖然傷心離開，但後來於奈森遇到危險時前來營救。奈森下定決心向她坦白一切，二人亦重新建立起互相信賴的夫婦關係。喜歡玩PlayStation遊戲袋狼大進擊，這個興趣也遺傳給了女兒。
- 凱西‧德瑞克（Cassie Drake）

動作捕捉與配音：凱特琳·德弗
日語配音：潘惠美
艾蓮娜及奈森於故事結束後所誕下的女兒，於結尾登場。

### 反派
- 拉夫‧艾德勒 （Rafe Adler）

動作捕捉與配音：沃倫·科爾
日語配音：內田直哉
本作主要反派。在和山姆、奈森越獄時親眼看到山姆墜樓，拉夫誤以為山姆已死，之後拉夫持續尋找艾佛利的寶藏。野心十分強烈，為達目的不擇手段。對於當年山姆「死後」，奈森提出不再繼續尋找寶藏，如今卻又重操舊業，讓拉夫心懷恨意，因此在尋找艾佛利的寶藏時有很強的競爭意識。
- 娜汀‧羅斯（Nadine Ross）

動作捕捉與配音：蘿拉·貝莉
日語配音：小島幸子
本作第二反派，一名南非籍黑人女性，繼承父親一支名為「海岸線」的武裝傭兵團。為了洗刷海岸線惡名昭彰的名聲，與拉夫合作尋找艾佛利的寶藏。後於《秘境探險：失落的遺產》中作為主角登場。
- 海克特‧阿卡札（Hector Alcazar）

動作捕捉與配音：羅賓·亞金·道恩斯
日語配音：西村知道
山姆的獄友，毒梟老大。覬覦亨利·艾弗利的寶藏，威脅山姆在三個月內找到，作為帶山姆一起逃獄的交換條件。

## 多人游戏模式
多人游戏模式包含60FPS的游戏体验，（剧情模式是30FPS）。并且会持续更新新武器和新地图。
多人游戏模式自推出以来从未“鬼服”，一直很火热。
多人游戏模式文物点数最多能积累10000点，超出将不能再获取。金币（用现实货币购买的游戏币）是无上限的。

## 開發
本遊戲的預告片在2013年11月14日Spike TV的PS4發布會上發布，確認了遊戲的存在，預告片並且表示本作為PlayStation 4主機獨占遊戲。托德·斯塔什维克（Todd Stashwick）為預告片配音，他也將會在遊戲中出演一名角色。該預告片展示了一張非洲大陸的古地圖，並配有配音描述。地圖上標明了法蘭西斯·德雷克爵士曾經航行過的航路，並且在馬達加斯加和布拉哈島兩處作了標記。一段拉丁文語句環繞寫在一個骷髏頭畫像周圍：「Hodie mecum eris in paradiso」。這段話出自《路加福音》第23章第43節，中文意思為「今日你要同我在樂園裡了」，是耶穌在被釘上十字架後所說的話。
2014年3月，神秘海域系列編劇和創意總監艾米·亨寧（Amy Hennig）以及《神秘海域3：德雷克的诡计》和本作的遊戲總監賈斯汀·里士滿（Justin Richmond）離開了頑皮狗，並分別加入了維瑟羅遊戲和Riot Games。2014年4月，在先行預告片中擔任旁白，並曾預計會在遊戲中扮演一名角色的托德·斯塔什维克被確認不再參與遊戲開發，他所扮演的角色將被其他演員改演。
2014年6月，頑皮狗聯合總裁Evan Wells透露，在原創意總監Hennig離職後，《最後生還者》的遊戲總監Neil Druckmann和Bruce Straley現在已成為項目主管，頂替Henning的空缺。遊戲名稱在索尼E3 2014年記者招待會上正式揭曉，本作將於2016年發行。
而較為完整的預告片則在2014年6月9日在索尼E3 2014年記者招待會上發布，本來預計於2016年3月18日發行，但在2015年12月24日時頑皮狗宣布延期至2016年4月26日發售。據創意總監尼爾‧達克曼（Neil Druckmann）與遊戲總監布魯斯‧史崔利（Bruce Straley）在 PlayStation 官方部落格的發文中表示，為了讓遊戲達到製作團隊所預期的標準，需要更多時間來完成，在考慮各種方案後，決定將上市日期延後，兩人並對延期一事向玩家致歉。
美國索尼電腦娛樂（SCEA）總裁兼執行長尚‧雷登（Shawn Layden）於3月2日透過美國 PlayStation 官方部落格發表，為了滿足全球市場的需求，《秘境探險 4：盜賊末路》將再度延期至5月10日推出。期间曾传出游戏送交给中国大陆文化机构审查，不过最后证实是游戏软件著作权方面的申请。索尼方面确实曾在大陆提交过《神秘海域4》的申请，但最终没有通过中国大陆的审核，不过简体中文版游戏内容还是收录在亚洲版本内。
2021年5月，索尼在其财报中宣布将计划将《神秘海域4》在内的第一方游戏移植到PC电脑平台上。

## 评价
| 汇总媒体   | 得分   |
| ---------- | ------ |
| Metacritic | 93/100 |

| 媒体                    | 得分    |
| ----------------------- | ------- |
| Destructoid             | 9.5/10  |
| 电子游戏月刊            | 9/10    |
| Game Informer           | 9.5/10  |
| Game Revolution         | [ 17 ]  |
| GamesRadar+             | 4/5颗星 |
| GameSpot                | 10/10   |
| GamesTM                 | 9/10    |
| Giant Bomb              | [ 20 ]  |
| IGN                     | 9/10    |
| 英国PlayStation官方杂志 | 10/10   |
| Polygon                 | 9/10    |
| VideoGamer.com          | 8/10    |
| The Escapist            | [ 25 ]  |

《神秘海域4：盗贼末路》获得了业界普遍的高度好评。
本作是系列首次加入了简体中文的版本，不过流行语化的翻译风格受到了一定争议。

## 销售
| 公布时间   | 销量    | 备注                                                    |
| ---------- | ------- | ------------------------------------------------------- |
| 2016-05-23 | 270万份 | 首周销量                                                |
| 2017-01-04 | 870万份 | 索尼互動娛樂公布，2016年的已售出数据，自发布起计约7月半 |

在PlayStation Experience 2017 上，索尼互動娛樂宣布神秘海域系列，包含《神秘海域4》及DLC在内，总销量达到4170万。

## 外部連結
- 官方网站